# Edward John Plunkett, 18.º Barão Dunsany
Edward John Moreton Drax Plunkett, 18º Barão Dunsany (Londres, 24 de Julho de 1878 — Dublin, 25 de Outubro de 1957), mais conhecido como Lorde Dunsany, foi um escritor, poeta, dramaturgo e ensaísta anglo-irlandês.
Publicou mais de 90 livros na carreira, em gêneros que variavam entre fantasia, ficção científica, horror e aventura, em forma de romances e coletâneas, peças de teatro e ensaios. Na década de 1910, foi considerado um dos maiores escritores entre os leitores e falantes do idioma inglês. Atualmente é mais conhecido por seu livro de fantasia de 1924, The King of Elfland's Daughter. É também o inventor do Xadrez de Dunsany.
Nascido e criado em Londres, morou boa parte da vida no Castelo de Dunsany, perto de Tara, na Irlanda. O castelo é a mais antiga habitação na Irlanda. Edward trabalhou com W. B. Yeats e Lady Gregory, foi agraciado com um doutorado honorário pelo Trinity College, foi campeão de tiro e de xadrez pela Irlanda e viajou e caçou com frequência.

## Biografia
Edward Plunkett nasceu em Londres, em 1878. Era filho de John William Plunkett, 17º Barão de Dunsany (1853–1899), e sua esposa, Ernle Elizabeth Louisa Maria Grosvenor (1855–1916). Vindo de uma família rica e influente, Lorde Dunsany tinha muita familiaridade com vários irlandeses importantes. Era parente de Oliver Plunkett, santo da Igreja Católica que foi o arcebispo de Armagh e depois martirizado. Também tinha parentesco com Sir Horace Plunkett, unionista e depois nacionalista e com George Noble Plunkett, político republicano executado em 1916.
Ernle Elizabeth era prima de Sir Richard Burton e Edward herdou da mãe sua altura. O único irmão de Edward, um irmão mais novo com quem ele rompeu relações em 1916 por razões ainda desconhecidas, foi um renomado oficial naval, Sir Reginald Drax. Um terceiro irmão mais novo morreu ainda na infância. Edward cresceu nas residências e propriedades da família, em especial no Priorado de Dunstall, em Kent e no Castelo de Dunsany, na Irlanda, bem como nas casas da família em Londres. Edward estudou no Cheam School, no Eton College e frequentou a Real Academia Militar de Sandhurst, onde ingressou em 1896.

### Título e casamento

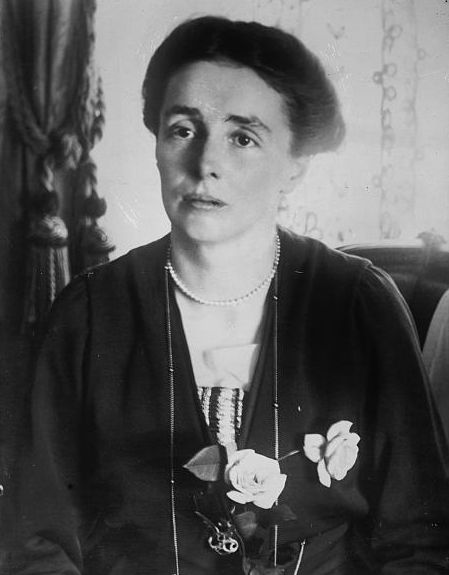
Beatrice Child Villiers, Lady Dunsany

O título de barão lhe foi passado com a morte de seu pai, em 1899 e o jovem Lorde Dunsany retornou ao Castelo de Dunsany depois do serviço militar, em 1901. Neste mesmo ano, ele foi confirmado como eleitor da casa dos representantes pela Irlanda na Câmara dos Lordes. Em 1903, Edward coheceu Lady Beatrice Child Villiers (1880–1970), filha mais nova de Victor Child Villiers, 7º Conde de Jersey, e o eles se casaram em 1904. O único filho do casal, Randal, nasceu em 1906.
Beatrice era uma grande apoiadora do trabalho do marido e foi sua assistente na escrita, datilografando muitos de seus manuscritos, ajudando-o a escolher trabalhos para suas coletâneas, tendo sido a responsável pelo legado de Dunsany após sua morte. O casal era muito ativo na sociedade de Dublin e de Londres e viajavam constantemente entre as capitais e as propriedades da família. Edward também circulava entre o meio literário, tendo amizades com George Bernard Shaw, H.G. Wells e Rudyard Kipling.
Em 1910, o casal pediu uma ampliação no Castelo de Dunsany, adicionando dois andares com uma sala de bilhar, quartos e outras instalações. Na sala de bilhar, estavam os elmos de todos os Lordes de Dunsany desde o começo do século XVIII.

### Serviço militar

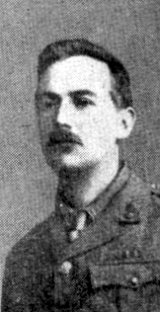
Edward como capitão na Primeira Guerra Mundial

Edward serviu como segundo tenente na Segunda Guerra dos Bôeres, como membro da Coldstream Guards. Na Primeira Guerra Mundial, foi voluntário e nomeado capitão no regimento de infantaria de linha irlandesa do Exército Britânico. Serviu por algum tempo em Derry e ao saber de conflitos em Dublin, em 1916, durante a Revolta da Páscoa, ele dirigiu até a cidade, onde foi ferido com um tiro na cabeça, que deixou um projétil alojado no crânio.
Tendo sido recusado para ser enviado para o front, em 1916, Edward tornou-se instrutor nos últimos meses da guerra, passando algum tempo nas trincheiras e depois escrevendo propaganda para o Departamento de Guerra. Durante a Segunda Guerra Mundial, Edward foi recrutado para a reserva do exército irlandês e para a Home Guard britânica, tendo atuado nos arredores de Shoreham, em Kent, a vila britânica mais bombardeada durante a Batalha da Grã-Bretanha.

## Carreira literária
O sucesso literário de Edward com seus escritos cresceu e ele esteve envolvido no reflorescimento literário irlandês. Foi o maior doador do Abbey Theatre e um dos maiores nomes do meio literário irlandês. Era muito próximo de W. B. Yeats, Lady Gregory, Mary Lavin, Percy French e Francis Ledwidge, a quem permitiu o uso de sua biblioteca pessoal.
Sua primeira turnê literária para os Estados Unidos foi em 1919, com várias outras visitas na década de 1950, passando boa parte do tempo na Califórnia. Em reconhecimento ao seu trabalho e influência literária, um doutorado honorário lhe foi concedido pelo Trinity College.
Edward foi um escritor prolífico, tendo escrito contos, romances, peças, poesias, ensaios e sua autobiografia, tendo publicado cerca de 90 livros, sem incluir as peças. Outros trabalhos começaram a aparecer depois de sua morte, em um total de 120 livros em 2017. Seu livros foram publicados em vários idiomas.

### Década de 1940
Em 1940, Edward foi indicado como professor de inglês na Universidade de Atenas, na Grécia. Suas aulas ficaram conhecidas e ele acabou indicado para o mesmo cargo, desta vez em Istambul. Entretanto, devido à invasão alemã à Grécia, em abril de 1941, ele foi obrigado a fazer uma longa viagem de volta para casa. Suas viagens tortuosas pela Europa do pré-guerra foram a base para o poema publicado em janeiro de 1944, A Journey, in 5 cantos.

### Últimos anos

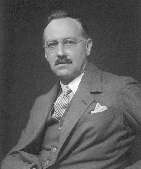
Lorde Dunsany, Nova York, 1919

Em 1947, Edward transferiu propriedade de Meath para seu filho e herdeiro na forma de um fundo de investimentos e mudou-se para sua residência em Dunstall. Visitava a Irlanda ocasionalmente nessa época, pois ainda estava muito ativo na vida londrina. Viajou várias vezes aos Estados Unidos neste período.

### Morte
Em 1957, Edward ficou doente após um jantar com o conde e a condessa de Fingall, no Castelo de Dunsany. Mais tarde soube-se que era uma grave crise de apendicite e ele morreu em 25 de Outubro de 1957, em um hospital em Dublin, aos 79 anos. Atendendo ao seu desejo, ele foi sepultado no antigo cemitério da Igreja de St. Peter and St. Paul, em Shoreham, em Kent. Várias famílias importantes da Irlanda compareceram em seu funeral, membros de seu antigo regimento no Exército e colegas escritores.
Sua esposa, Lady Beatrice, continuou morando em Shoreham, na casa de Dunstall, de onde cuidou do legado do marido, até sua morte, em 1970. Seu filho Randal o sucedeu como barão, que depois foi sucedido por seu neto, Edward Plunkett 20º Barão de Dunsany, que morreu em 2011.